# Bathyraja magellanica
Bathyraja magellanica is een vissoort uit de familie van de Arhynchobatidae. De wetenschappelijke naam van de soort is voor het eerst geldig gepubliceerd in 1902 door Philippi.